# Víssani
Víssani (Vissani) är en ort i Grekland.   Den ligger i prefekturen Nomós Ioannínon och regionen Epirus, i den nordvästra delen av landet, 300 km nordväst om huvudstaden Aten. Víssani ligger 729 meter över havet och antalet invånare är 424.
Terrängen runt Víssani är kuperad. Runt Víssani är det ganska glesbefolkat, med 22 invånare per kvadratkilometer. Närmaste större samhälle är Kefalóvryso, 7,7 km norr om Víssani. Omgivningarna runt Víssani är en mosaik av jordbruksmark och naturlig växtlighet.